# Leonhart Fuchs

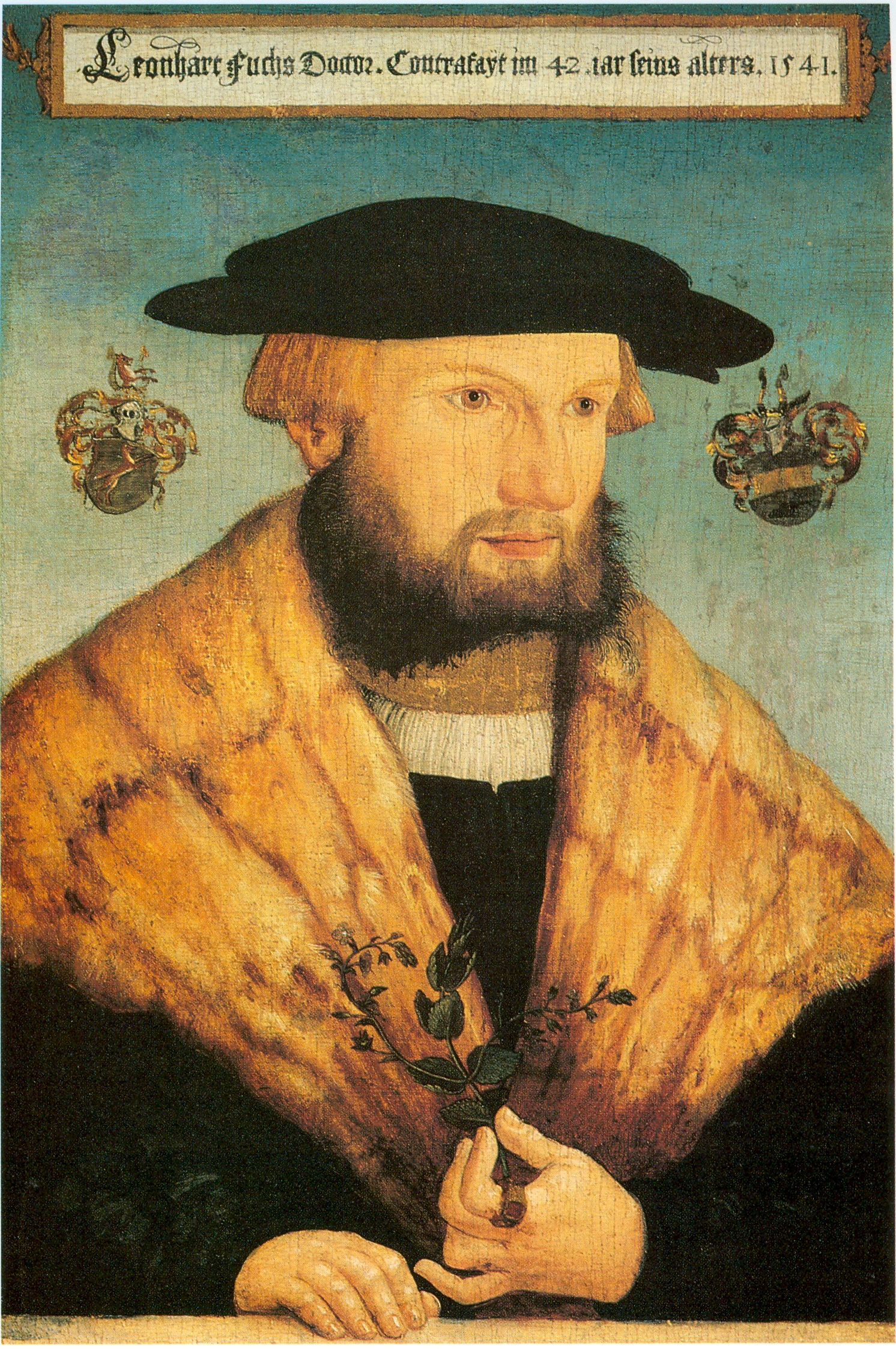
Leonhart Fuchs, 41-jährig

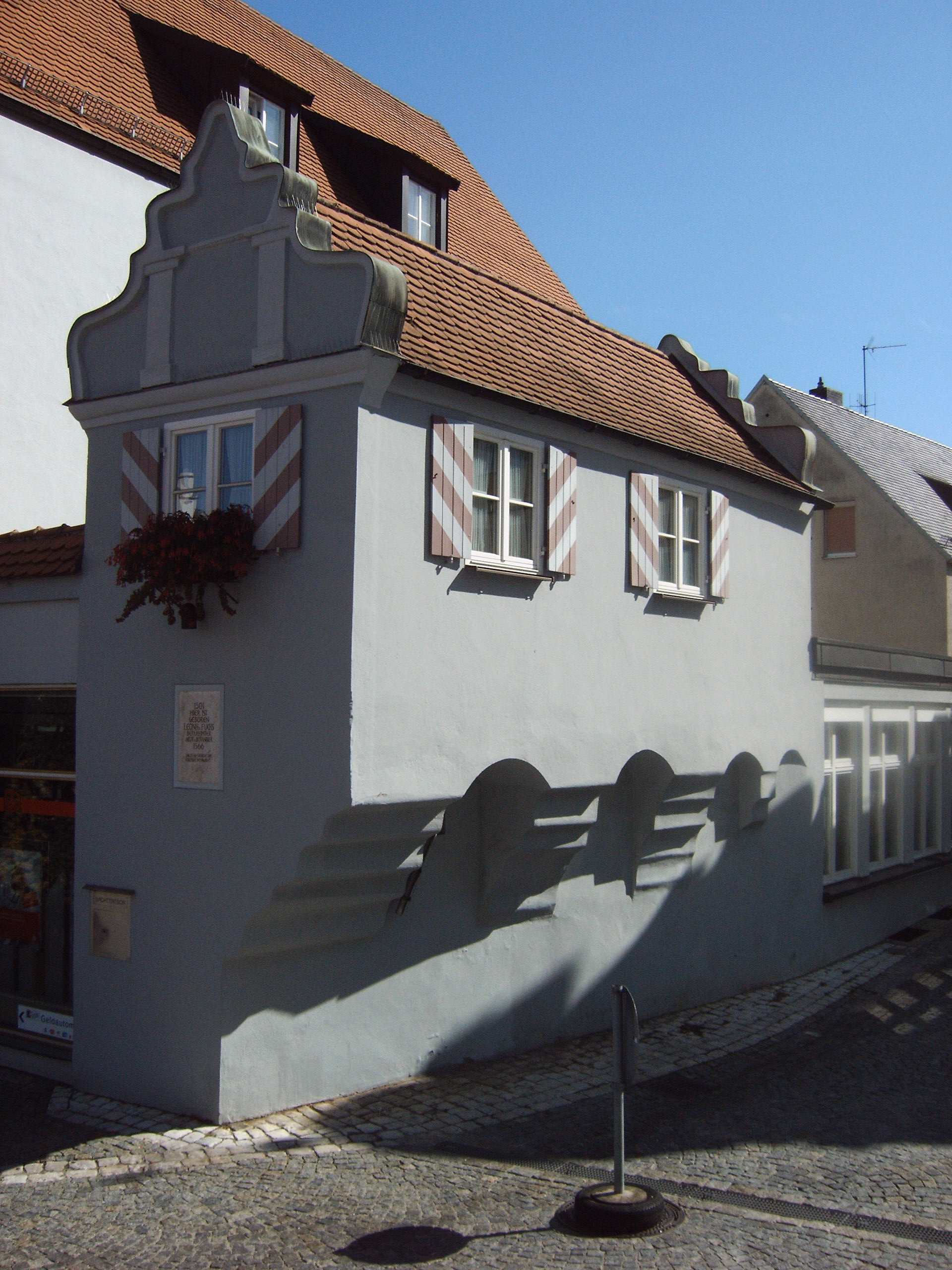
Das Geburtshaus von Leonhart Fuchs in Wemding

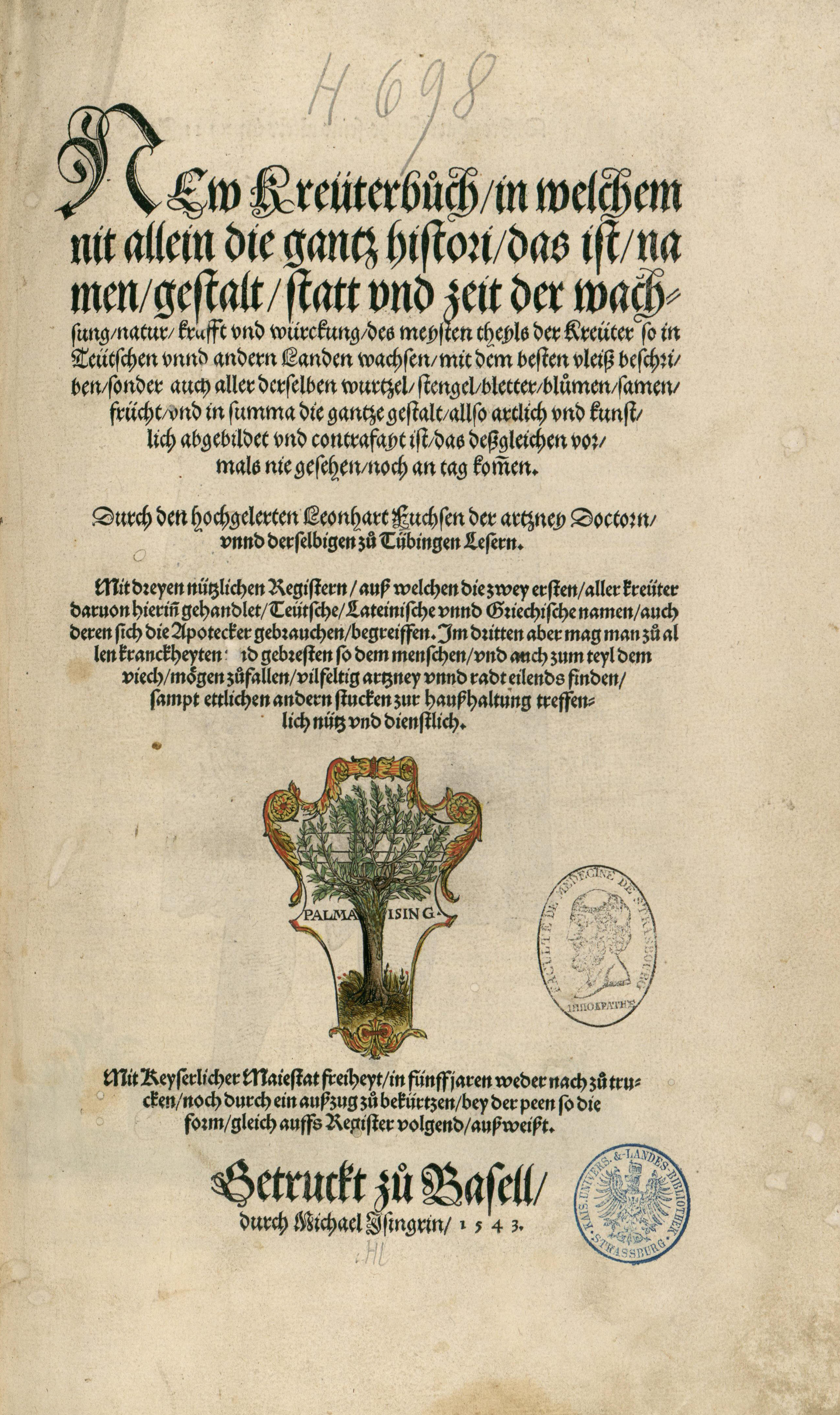
New Kreütterbůch, Titelblatt der Ausgabe Basel 1543

Leonhart Fuchs (latinisiert Leonhartus Fuchsius; * 17. Januar 1501 in Wemding bei Donauwörth; † 10. Mai 1566 in Tübingen) war ein deutscher Mediziner, Übersetzer, Herausgeber, Kommentator, Hochschullehrer und Botaniker des Humanismus. Zusammen mit Otto Brunfels und Hieronymus Bock zählt er zu den „Vätern der Botanik“. Sein offizielles botanisches Autorenkürzel lautet „L.Fuchs“. 
Mit Conrad Gessner gilt er als Begründer der modernen wissenschaftlichen Botanik. Sein illustriertes, 1542 in Basel gedrucktes Kräuterbuch De Historia stirpium commentarii insignes und die deutsche 1543 in Basel gedruckte Fassung New Kreüterbuch zeugen von humanistischer Gelehrsamkeit.

## Leben und Wirken
Leonhart Fuchs war der Sohn des Wemdinger Bürgermeisters Hans Fuchs († 1506). Nach der Schulzeit in seiner Heimatstadt Wemding, in Heilbronn und in Erfurt studierte Fuchs 1515 an der Universität Erfurt Philosophie und Naturlehre. 1516 kehrte er nach Wemding zurück, wo er eine Privatschule öffnete, aber bereits ein Jahr später wieder schloss. 1519 studierte er an der Universität Ingolstadt unter dem Humanisten und Hebraisten Johannes Reuchlin Griechisch, Latein und Hebräisch sowie Philosophie, erhielt 1521 mit dem Magister Artium die Lehrberechtigung und begann im gleichen Jahr in Ingolstadt mit dem Medizinstudium. 1524 wurde er Doktor der Medizin.
1524/25 praktizierte er als Arzt in München und lehrte ab 1526 Medizin in Ingolstadt. 1528 trat er nach Konflikten mit der konservativen katholischen Führung als Leibarzt in den Dienst des Ansbacher Markgrafen Georg der Fromme. 1531 wurde er erneut nach Ingolstadt berufen, kehrte aber 1533 wieder nach Ansbach zurück. Im Jahr 1535 erhielt er, berufen von Herzog Ulrich von Württemberg, eine Professur der Medizin an der Universität Tübingen, wo er siebenmal (1536, 1540, 1546, 1549, 1554, 1560, 1564) Rektor war und mit seiner großen Familie im noch existierenden „Nonnenhaus“ wohnte. Er führte botanische Exkursionen durch und legte einen Arzneipflanzengarten an, den ersten botanischen Garten der Universität und einen der ältesten der Welt überhaupt. Kaiser Karl V. erhob ihn in den Adelsstand.
Fuchs gilt als Hauptvertreter des Neu-Galenismus. Leonhart Fuchs verfasste über 50 Bücher und Streitschriften. Zudem betätigte er sich als Herausgeber und Kommentator vor allem von in Vorlesungen durch ihn abgehandelten Werken Galens (etwa 1541 De sanitate tuende in der Übersetzung von Thomas Linacre kommentierend), aber zudem als Übersetzer wie etwa des 6. Buches der hippokratischen Epidemien (1532). Seinen großen Ruhm verdankt er in erster Linie seinen Kräuterbüchern, frühen Lehrwerken der Pharmakognosie. 1542 erschien in lateinischer Sprache mit De Historia Stirpium commentarii insignes sein erstes Kräuterbuch, 1543 das New Kreüterbuch als deutsche Ausgabe des Werks. In beiden Werken werden jeweils über 400 europäische und 100 exotische, darunter die neuentdeckten in Amerika heimischen, Pflanzen beschrieben und in 511 Holzschnitten dargestellt. Für eine erweiterte Ausgabe der Historia fand er keinen Verleger; das umfangreiche Manuskript mit über 1500 Pflanzenbildern gelangte nach seinem Tod zunächst zu seinem ältesten Sohn Friedrich Fuchs nach Ulm und später nach Wien in die Österreichische Nationalbibliothek, wo es bis heute vollständig erhalten ist. Von seinen Kräuterbuch-Tafeln haben sich dagegen nur noch wenige Exemplare erhalten. In den 1604 in erschienenen Opera didactica I ist die Leichenrede Georg Hitzlers für Fuchs abgedruckt.
Leonhart Fuchs’ Sohn Friedrich Fuchs (1532–1604) war Stadtarzt in Ulm.

## Ehrungen
Charles Plumier benannte 1703 ihm zu Ehren die Gattung Fuchsien (Fuchsia) aus der Pflanzenfamilie der Nachtkerzengewächse (Onagraceae). Carl von Linné übernahm später diesen Namen. Auch das Fuchs’ Knabenkraut (Dactylorhiza fuchsii (Druce) Soó) und das Fuchssche Greiskraut (Senecio fuchsii C.C.Gmel.) sind nach Leonhart Fuchs benannt.
1922 wurde für Fuchs im Ansbacher Hofgarten, im nach ihm benannten Leonhard-Fuchs-Garten, eine Gedenkplatte installiert.

## Schriften (Auswahl)
- Errata recentiorum medicorum. Hagenau 1530 (Digitalisat).
- Apologia Leonardi Fuchsii contra Hieremiam Thriverum Brachelium, medicum Lovaniensem: qua monstratur quod in viscerum inflammationibus, pleuritide praesertim, sanguis e directo lateris affecti mitti debeat. 1534 (Digitalisat).[12]
- Compendiaria in artem medendi introduction […]. Hagenau 1531; 2. Bearbeitung: Straßburg 1535. 5. Bearbeitung unter dem Titel Institutionum medicinae libri V. Lyon 1555 (siehe unten)
- Paradoxorum medicinae libri III, in quibus sane multa a nemine hactenus prodita Arabum aetatisque nostrae medicorum errata non tantum indicantur, sed et probatissimis autorum scriptis, finissimisque rationibus ac argumentis confutantur. Basel 1535.
- als Hrsg. mit Joachim Camerarius und Hieronymus Gemusaeus: Griechische Galen-Ausgabe. Kratander, Basel 1538.
- Methodus seu ratio compendiaria perveniendi ad veram solidamque medicinam […]. Basel 1541.
- De Historia Stirpium commentarii insignes, Isingrin, Basel 1542 (Digitalisat).
- New Kreütterbůch / in welchem nit allein die gantz histori / das ist namen / gestalt / statt und zeit der wachsung / natur / krafft und würckung / des meysten Theyls der Kreütter so in Teütschen unnd andern Landen wachsen / mit dem besten vleiß beschriben / sonder auch aller derselben wurtzel / stengel / bletter / blůmen / samen / frücht / und in summa die gantze gestalt / allso artlich und kunstlich abgebildet und contrafayt ist / das deßgleichen vormals nie gesehen / noch an tag kommen. […]. Michael Isingrin, Basel 1543 (Digitalisat)
  - Neudruck München-Grünwald 1964.
- Den Nieuwen Herbarius. Michael Isingrin, Basel 1543 (Digitalisat)
- Übersetzung der hippokratischen Aphorismen und der Kommentare Galens dazu. Johannes Oporinus, Basel 1544.
- Laͤbliche abbildung und contrafaytung aller kreüter […]. Michael Isingrin, Basel 1545 (Digitalisat).
- als Hrsg.: Nicolaus Myrepsus, Medicamentorum opus a Leonharto Fuchsio medico e Graeco in Latinum conversum. Annotationibus illustratum. Lugduni apud Balthazarem Arnoletum, 1550.
- De humani corporis fabrica ex Galeni et Andreae Vesalii libris concinnata. Tübingen 1551.
- Institutionum medicinae, ad Hippocratis, Galeni, aliorúmque veterum scripta recte intelligenda mire utiles. Libri quinque. / Nunc primum in lucem editi, cum rerum & locorum insignium plenissimo indice. Lyon 1555.
  - Institutionum medicinae, sive methodi ad Hippocratis, Galeni aliorumque veterum scripta recte intelligenda mire utilis libri quinque. 2. Auflage. Lyon 1560.[13]
- De usitata huius temporis componendorum miscendorumque medicamentorum ratione libri IV. Basel 1555 (auch in: Institutionum medicinae […]. Lyon 1555).
- Operum Leonharti Fuchsii Medici et Philosophi Excellentissimi Tomus […]. Band 1:  Medicamentorum omnium componendi, miscendique rationem ac modum, libris quatuor, omnibus cum medicis tum pharmacopoeis longe utilissimis & summe necessariis, complectens. Impensis Sigismundi Feyrabend et Simonis Huteri, Frankfurt am Main 1566 (Digitalisat)
- Opera didactica I. Frankfurt am Main 1604.

## Neuausgaben
- Leonhart Fuchs: New Kreüterbuch. Taschen, Köln 2021, ISBN 978-3-8365-8764-8.
- Leonhart Fuchs: New Kreüterbuch. Vma-Vertriebsgesellschaft, Wiesbaden 2002, ISBN 3-928127-84-5.
- Leonhart Fuchs: De Historia Stirpium. Octavo, 2003, ISBN 1-59110-051-8.